# Assam
L'Assam (in assamese অসম; in hindī असम, Āsām) è una regione storica, e attualmente anche uno Stato dell'India. Storicamente è stato governato per secoli dalla dinastia Ahom, originata da un principe di etnia shan. Lo Stato attuale ha una superficie di 78.438 km², e ha 31,2 milioni di abitanti (censimento 2011). Capoluogo e sede del governo è Dispur, un sobborgo di Guwahati, la città principale dello Stato.
Confina a nord-est con lo Stato indiano dell'Arunachal Pradesh, a nord-ovest con il Bhutan, ad est con il Nagaland e il Manipur, a sud con il Mizoram, il Tripura e il Meghalaya e ad ovest con il Bengala Occidentale. A sud-ovest e a sud ha due brevi tratti di confine con il Bangladesh.

## Storia

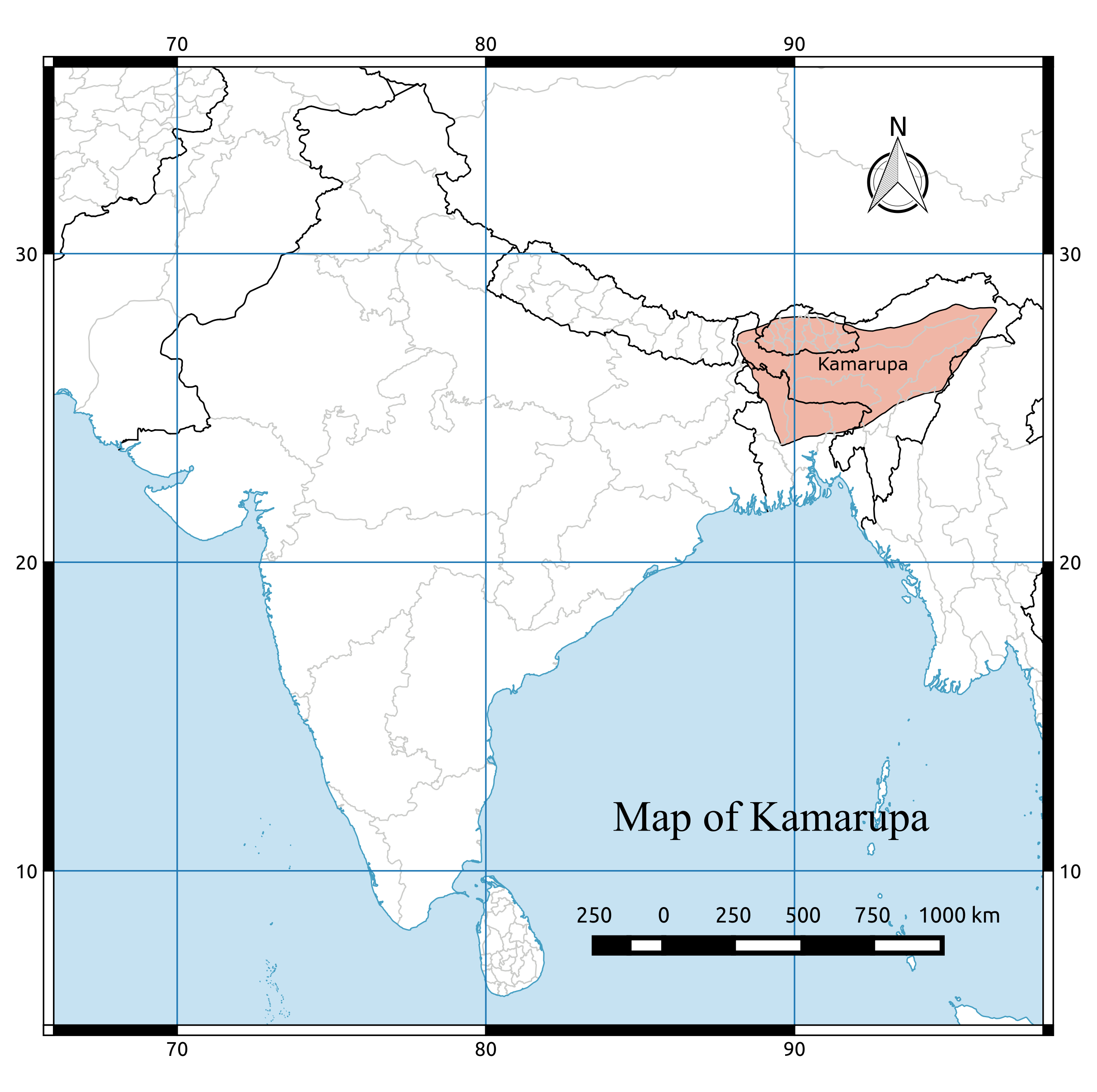
Il regno di Kamarupa al suo apogeo

Le antiche leggende induiste identificano il moderno Assam con il mitologico regno di Pragjyotisha. Nel poema epico Mahābhārata, compilato tra il IV secolo a.C. e il IV secolo d.C., si fa menzione di un re Bhagadatta, che combatté nella guerra di Kuruksetra dalla parte dei Kaurava.
Le evidenze scientifiche indicano tuttavia la presenza di civiltà nell'Assam a partire dal II secolo a.C. Dal IV secolo d.C. fiorirono nella regione i regni di Kamarupa e Davaka. Il primo più tardi assorbì il secondo, e durò fino al XII secolo, estendendo il suo dominio anche nelle regioni confinanti del Bengala, Bhutan e Bihar. La capitale del regno era Guwahati, tuttora città principale dello stato, e le dinastie che si susseguirono furono quelle dei Varmana (c. 350-650), Mlechchha (c.655-900) e Kamarupa-Pala (c. 900-1100)
Dal 1228 al 1826 l'Assam è stato governato dalla Dinastia Ahom, di origine Shan. Nel 1824 venne invaso dal regno di Birmania dando il via alla prima guerra anglo-birmana. Con la firma del trattato di Yandaboo il territorio entrò sotto il controllo della Compagnia britannica delle Indie orientali, i britannici annetterono l'Assam alla Presidenza del Bengala, una delle presidencies dell'Impero anglo-indiano.

## Geografia fisica

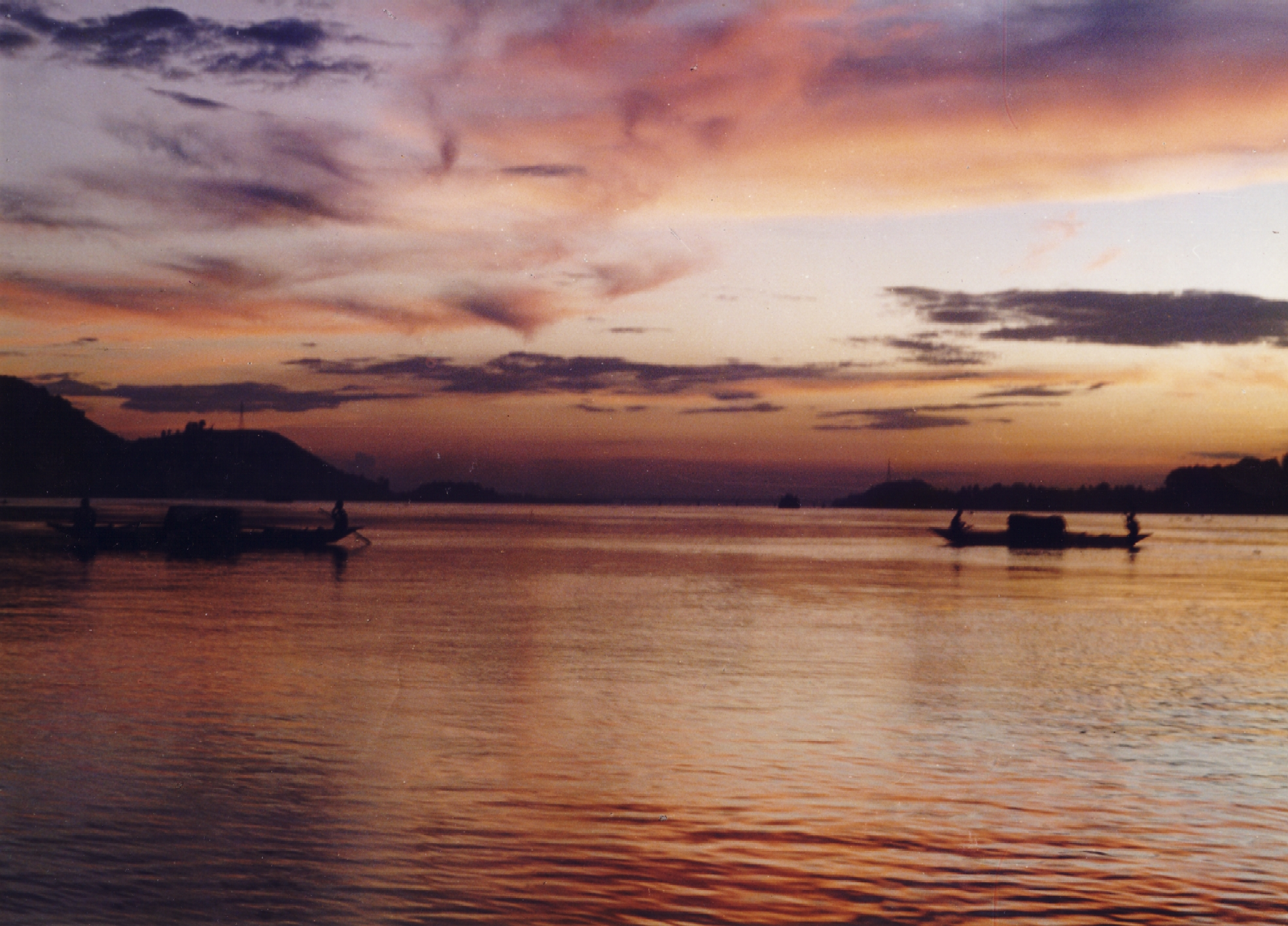
Il Brahmaputra a Guwahati

L'Assam, insieme agli Stati di Arunachal Pradesh, Nagaland, Manipur, Mizoram, Tripura e Meghalaya costituisce i cosiddetti Seven Sister States che sono collegati con il resto del territorio indiano tramite una striscia di terra larga 22 km nel Bengala Occidentale chiamata corridoio di Siliguri.
Gran parte del territorio dello Stato è compreso nella valle del Brahmaputra, che scorre tra i monti dell'Himalaya a nord e i monti del Meghalaya, nel Cachar settentrionali e nel Nagaland a sud. Il Brahmaputra nasce in Tibet e, dopo aver percorso una stretta valle nella regione dell'Himalaya, entra nella piana fluviale dell'Assam, dove raggiunge anche i 10 km di larghezza.
La valle del Brahmaputra è lunga circa 1000 km e larga dagli 80 ai 100 km. Nella parte meridionale dello Stato si trovano i monti Bareil oltre i quali si trova la valle di Barak, larga dai 40 ai 50 km vi scorre il fiume Barak.

## Popolazione

### Religione

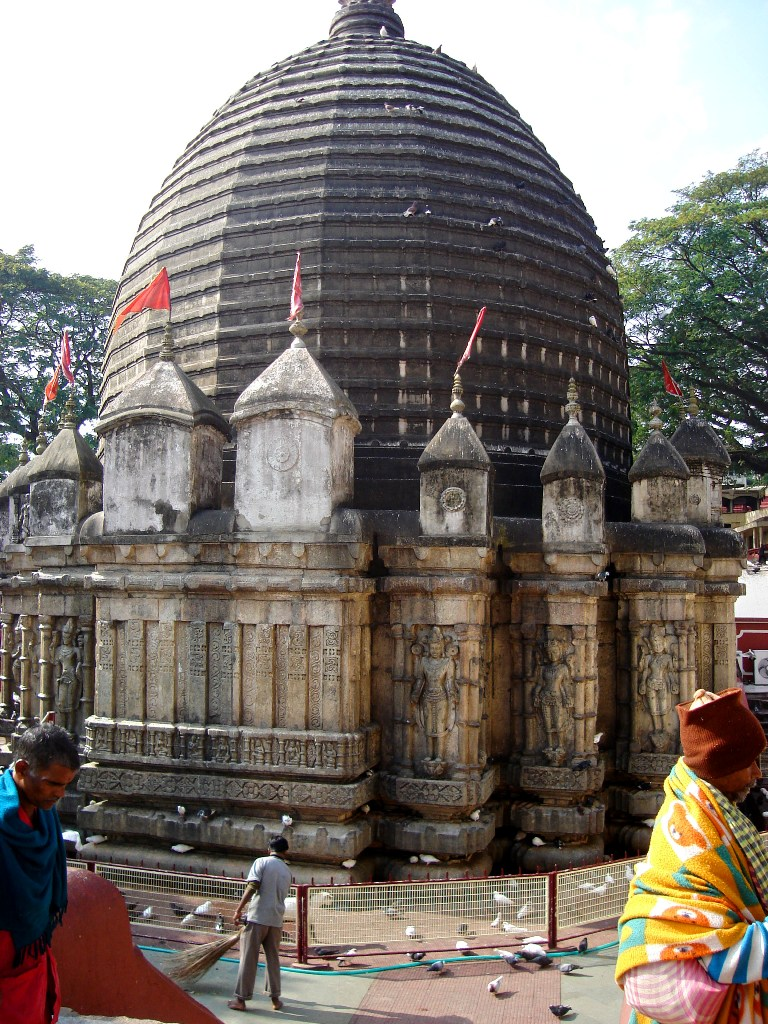
Tempio Kamakhya

Secondo il censimento del 2011, la religione maggioritaria è l'induismo con il 61,47% di popolazione praticante, la seconda confessione dichiarata è l'islam con il 34,22% di praticanti, i cristiani sono il 3,74%, altre comunità religiose sono i sikh, i buddhisti e i giainisti.

### Lingue

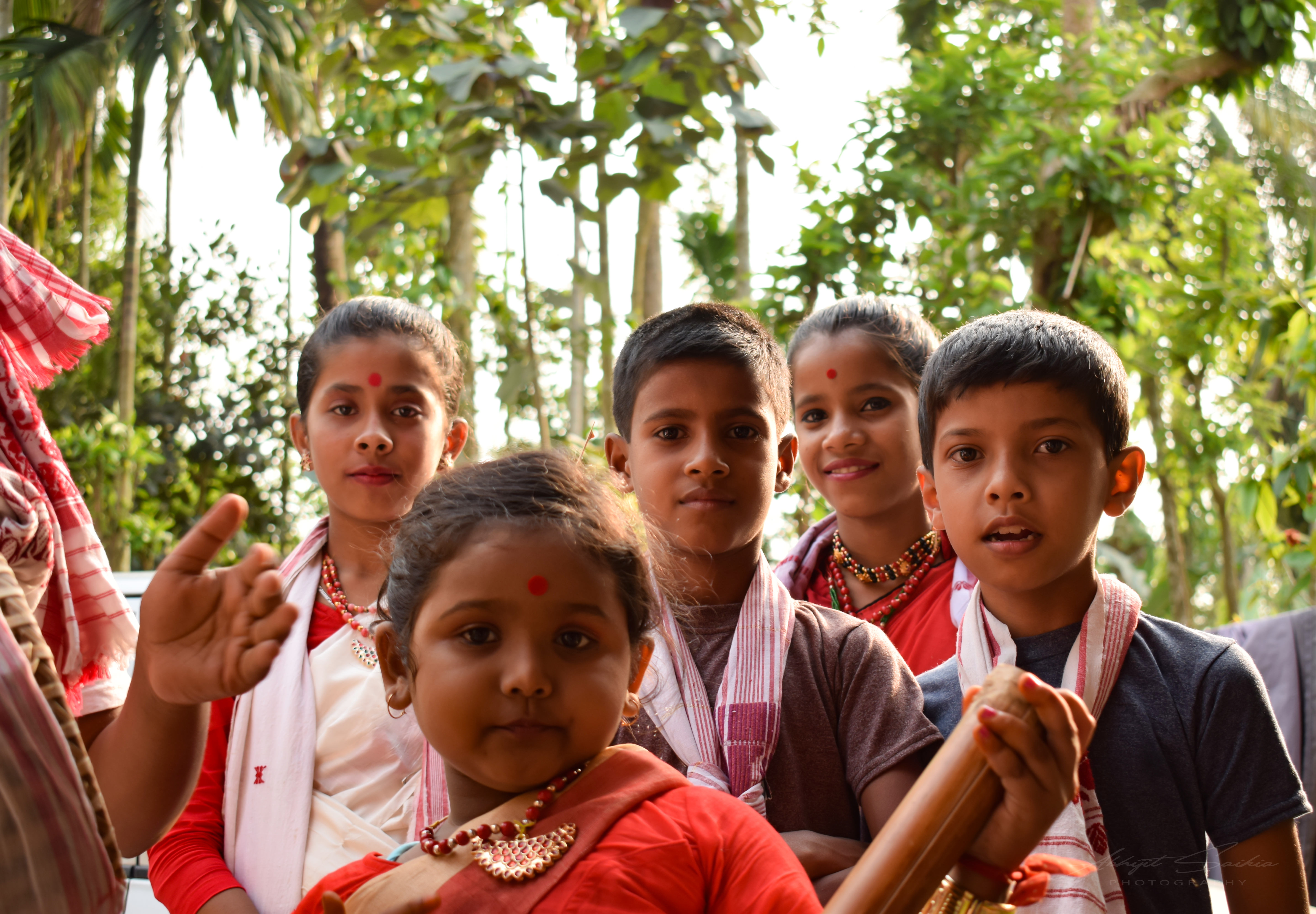
Un gruppo di "Husori" per l'occasione del Bohag Bihu assamese nei loro abiti tradizionali.

Lingue ufficiali dell'Assam sono la lingua assamese, il bodo e il karbi. Altre lingue parlate nello Stato sono l'hindi, il bengalese e il nepalese. Nella valle Barak il sylheti è la lingua più diffusa.

## Geografia antropica

### Suddivisioni amministrative

#### Distretti
L'Assam è diviso in unità amministrative di secondo livello, chiamate distretti. Il 15 agosto 2015 il primo ministro dall'Assam Tarun Gogoi annunciò la costituzione di 5 nuovi distretti portando il numero complessivo di questi da 27 a 32. Nel 2016 sono stati costituiti 3 nuovi distretti portando il numero complessivo a 35.
I 35 distretti sono:
| N. | Codice | Distretto                       | Capoluogo          | Popolazione (2011) | Superficie (km²) |
| 1  | BK     | Baksa#                          | Musalpur           | 953.773            | 2.400            |
| 2  | BA     | Barpeta                         | Barpeta            | 1.693.190          | 3.245            |
| 3  | BS     | Biswanath                       | Biswanath Chariali |                    |                  |
| 4  | BO     | Bongaigaon                      | Bongaigaon         | 2.060.550          | 1.724            |
| 5  | CA     | Cachar                          | Silchar            | 1.736.319          | 3.786            |
| 6  | CD     | Charaideo                       | Sonari             |                    |                  |
| 7  | CH     | Chirang#                        | Kajalgaon          | 481.818            | 1.468            |
| 8  | DA     | Darrang                         | Mangaldai          | 908.090            | 3.481            |
| 9  | DM     | Dhemaji                         | Dhemaji            | 688.077            | 3.237            |
| 10 | DB     | Dhubri                          | Dhubri             | 1.948.632          | 2.838            |
| 11 | DI     | Dibrugarh                       | Dibrugarh          | 1.327.748          | 3.381            |
| 12 | NC     | Dima Hasao                      | Haflong            | 213.529            | 4.888            |
| 13 | GP     | Goalpara                        | Goalpara           | 1.008.959          | 1.824            |
| 14 | GG     | Golaghat                        | Golaghat           | 1.058.674          | 3.502            |
| 15 | HA     | Hailakandi                      | Hailakandi         | 659.260            | 1.327            |
| 16 | HJ     | Hojai                           | Hojai              |                    |                  |
| 17 | JO     | Jorhat                          | Jorhat             | 1.091.295          | 2.851            |
| 18 | KR     | Kamrup                          | Amingaon           | 1.517.202          | 3.105            |
| 19 |        | Kamrup Meridionale              | Palasbari          |                    |                  |
| 20 |        | Kamrup Orientale                | Dispur             |                    |                  |
| 21 | KM     | Kamrup Metropolitan             | Guwahati           | 1.260.419          |                  |
| 22 | KA     | Karbi Anglong                   | Diphu              | 965.280            | 10.434           |
| 23 | WK     | Karbi Anglong Occidentale       | Hamren             |                    |                  |
| 24 | KR     | Karimganj                       | Karimganj          | 1.217.002          | 1.809            |
| 25 | KK     | Kokrajhar#                      | Kokrajhar          | 930.404            | 3.129            |
| 26 | LA     | Lakhimpur                       | North Lakhimpur    | 1.040.644          | 2.277            |
| 27 | MA     | Marigaon                        | Marigaon           | 957.853            | 1.704            |
| 28 | MJ     | Majuli                          | Garamur            |                    |                  |
| 29 | NG     | Nagaon                          | Nagaon             | 2.826.007          | 3.831            |
| 30 | NL     | Nalbari                         | Nalbari            | 769.919            | 2.257            |
| 31 | SM     | Salmara Meridionale e Mankachar | Hatsingimari       |                    |                  |
| 32 | SI     | Sibsagar                        | Sibsagar           | 1.150.253          | 2.668            |
| 33 | SO     | Sonitpur                        | Tezpur             | 1.925.975          | 5.324            |
| 34 | TI     | Tinsukia                        | Tinsukia           | 1.316.948          | 3.790            |
| 35 | UD     | Udalguri#                       | Udalguri           | 832.769            | 1.676            |

- #Distretti compresi nel Bodoland Territorial Council

#### Città principali
I dati provengono dal censimento del 2001.
| Città           | Popolazione |
| --------------- | ----------- |
| Guwahati        | 808.021     |
| Silchar         | 142.393     |
| Dibrugarh       | 122.523     |
| Nagaon          | 107.471     |
| Tinsukia        | 85.519      |
| Jorhat          | 66.450      |
| Dhubri          | 63.965      |
| Bongaigaon      | 60.550      |
| Tezpur          | 58.240      |
| Sibsagar        | 54.482      |
| North Lakhimpur | 54.262      |
| Karimganj       | 52.316      |
| Diphu           | 52.062      |
| Goalpara        | 48.911      |
| Barpeta         | 41.175      |

## Ambiente
In Assam si trovano cinque parchi nazionali:
- Parco nazionale di Kaziranga (patrimonio dell'umanità)
- Parco nazionale di Manas
- Parco nazionale di Dibru-Saikhowa
- Parco nazionale di Nameri
- Parco nazionale Rajiv Gandhi Orang

## Economia

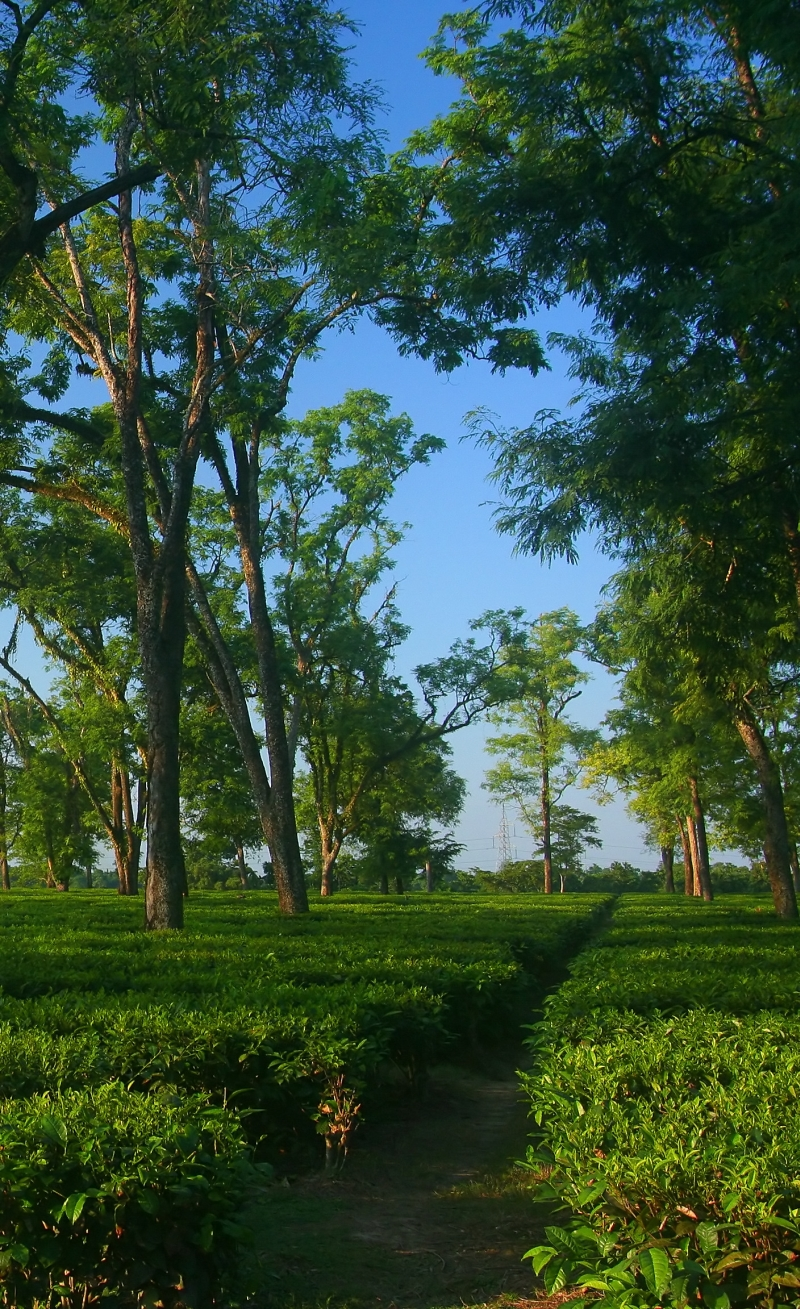
Una coltivazione di tè

Il settore economico preponderante è quello primario con il 69% della popolazione attiva impiegata nell'agricoltura. La coltura principale è il tè, l'Assam è l'unica regione al mondo, insieme alla Cina meridionale, dove la pianta del tè è endemica. In particolare la varietà che cresce nell'area è la Camellia sinensis, var. Assamica coltivata nelle pianure del Brahmaputra ad un'altitudine di poco superiore a quella del mare. Nella regione vengono prodotti annualmente oltre 500 milioni di kg di tè.

## Media
I principali giornali dell'Assam (spesso diffusi anche in altri Stati del Nord-Est) sono The Sentinel (in inglese), The Assam Tribune (in inglese), Janasadharan (in assamese), The North East Times (in inglese).

## Cultura di massa
Il bramino dell'Assam è un romanzo di Emilio Salgari.